# Praepedaliodes amussis
Praepedaliodes amussis is een vlinder uit de onderfamilie Satyrinae van de familie Nymphalidae. De wetenschappelijke naam van de soort is, als Pedaliodes amussis, voor het eerst geldig gepubliceerd in 1905 door Otto Thieme.